# Chapter VI
Chapter VI är Candlemass femte studioalbum och det första med sångaren Thomas Vikström. Det utgavs den 25 maj 1992 och är producerat av Leif Edling och Rex Gisslén.

## Låtlista
1. The Dying Illusion (5.48)
2. Julie Laughs No More (4.19)
3. Where the Runes Still Speak (8.37)
4. The Ebony Throne (4.21)
5. Temple of the Dead (7.08)
6. Aftermath (5.33)
7. Black Eyes (5.49)
8. The End of Pain (4.22)